# Иммиграция в Финляндию

Возрастно-половые пирамиды населения Финляндии в 1972—2020 года. Население финского происхождения изображено в цвете, иностранного - серым цветом.

Возрастно-половая пирамида населения Финляндии иностранного происхождения в 2020 году

Иммиграция в Финляндию (фин. Maahanmuuttajat Suomessa, швед. Invandring till Finland) — въезд на долговременное или постоянное проживание в Финляндию лиц, родившихся за её пределами. В Финляндии их также называют «новыми финнами» (фин. uusisuomalaiset). В 2009 в стране таких было 447 000 (8 % населения) и 249 000 иностранных граждан, включая обладателей двойного гражданства.
В 2015 году вступило в действие соглашение о перераспределении по всем странам Европейского союза мигрантов, массово въезжающих в Грецию и Италию (квота Финляндии по соглашению составила 800 человек). По состоянию на конец 2019 года в Финляндии проживало 404 179 человек иностранного происхождения, что составляет 7,3% от общей численности населения страны.

## История

### Шведское правление
Из Швеции на территорию Финляндии въезжали прежде всего солдаты, священники и чиновники. Также новые в новых землях профессии развивались с помощью иностранных ремесленников: например, в качестве кузнецов и рудокопов ценились валлоны.

### Российское правление
После завоевания Финляндии Российской империей стало строиться много укреплений. На строительство прибывали из России — русские, евреи, татары, а во время первой мировой войны — китайцы. В стране сформировалось устойчивое еврейское и татарское меньшинство. После приобретения независимости в 1917 часть иммигрантов вернулась в Россию, другая часть осталась жить постоянно. Многие традиционно финские предприятия, такие как Enso-Gutzeit, Stockmann, Fazer, Sinebrychoff, Finlayson, Fiskars основаны иммигрантами или их наследниками в 1800-х. С помощью иностранных специалистов получены знания о различных технических новинках: например, во второй половине 1800-х прибывшие на рудник в Импилахти шведские рудокопы со своими семьями на десятилетия сформировали своё сообщество посреди карельской православной культуры.

### Первые годы независимости
В первые годы независимости тысячи людей бежали в Финляндию от революции из России. Многие из них погибли в гражданской войне в Финляндии. В начале 1919 официально зарегистрировано 15 457 русских, но реальное число было больше, поскольку только в одном Выборге зарегистрировали 11 000 беженцев. Поток беженцев достигает максимума в 1922, когда через восточную границу прибыло свыше 33 500 человек. Беженцы были из петербургских финнов, ингерманландцев, восточных карел, также представители высшего дворянства, например, великий князь Кирилл Владимирович Романов, офицеры и владельцы предприятий. После подавления Кронштадтского восстания 1921 года 6400 матросов бежало по льду Финского залива в Финляндию. Часть прибывших осталась жить в стране, пополнив русскую общину, другие выехали далее в Европу. С 1917 по 1939 в Финляндии осело около 44 000 беженцев. По некоторым оценкам с 1917 по 1944 100 000 человек искало убежища в Финляндии.

### Вторая мировая война
Во время Второй мировой войны иностранцев, которых считали пятой колонной  интернировали в лагеря, а часть отправили в концлагеря в Германию. Во время войны в страну прибыли ингерманландцы и эстонцы. Большая часть из них (те, кто не успел сбежать на запад) была выданы после войны в Советский Союз.

### После второй мировой войны
После войны поток иммигрантов был незначительный. Большей частью это был результат браков. Первая крупная группа иммигрантов — 182 беженца из Чили, прибывшие в 1970-х после военного переворота Пиночета. Большая часть из них вернулась на родину в начале 1990-х с окончанием военной диктатуры. Систематическая иммиграция началась с вьетнамцев в 1980-х. Сомалийцы начинают прибывать в начале 1990-х, скрываясь от военного диктатора Барре прибывая транзитом через Россию на Запад. С распадом Югославии в Финляндию бежали от преследований сербы, албанцы, боснийские мусульмане и хорваты.

### Евросоюз
Вхождение в Евросоюз изменило иммиграционную политику. Финляндия признала политику относительно свободного перемещения граждан Евросоюза. Это дало Финляндии строителей из Франции, Эстонии и Польши. Беженцы прибывали из Афганистана и Ирана; в 2014 году — 500 человек из Сирии. Бурное публичное обсуждение вызывают регулярно прибывающие после 2010, главным образом летом, румынские цыгане.

### Иммиграция из-за пределов Евросоюза
Обеспокоенный сокращением числа жителей города Хейнола, председатель городского совета Тимо Ихамяки призвал привлекать в город работоспособных иммигрантов, что вызвало резкий протест среди ряда политических деятелей.
20 сентября 2013 года из-за ситуации в Сирии правительство Финляндии увеличило общую квоту на приём в страну беженцев с 750 до 1050 человек и вернуло её к 750 в 2015 году (350 беженцев прибудут в Финляндию из Сирии, 150 из Конго и 150 из Афганистана, 100 мест зарезервировано для экстренных случаев). Общие затраты на приём беженцев составят к 2014 году 1,5 млн евро, а в 2015—2017 годах — примерно 2,8 млн евро. Общие затраты на иммигрантов обходятся стране по данным партии «Истинные финны» в 700 млн евро. В 2017 году министр внутренних дел Паула Рисикко выступила в поддержку инициативы своей предшественницы министра Пяйви Рясянен закрепить законодательно увеличенную квоту (1050 человек) на ежегодный приём Финляндией беженцев.
По опросу, проведённому в 2013 году газетой Helsingin Sanomat, 52 % финнов считают, что въезд иммигрантов в страну нужно ограничивать (в 2011 году таковых было 46 %). Международная правозащитная организация Amnesty International критикует Финляндию за положение, в которое поставлены просители убежища.
Финляндия пресекает попытки незаконной иммиграции в страну (ежегодно выявляется 200—250 случаев). В 2014 году в страну прибыло 3650 беженцев, главным образом из Ирака, Сомали, России и Афганистана. В связи с кризисом на Украине, в 2014 году около 200 граждан Украины подали заявления о политическом убежище. Центры приема беженцев находятся в Хельсинки (по 200 мест в Пунавуори и в Каллио, плюс 250 мест в частном секторе), а также в Йоутсено и Оулу. За пять месяцев 2015 года в страну въехало 1361 беженец, главным образом из Сомали (446) и Ирака (454).
В связи с прибытием в страну нескольких тысяч беженцев и увеличением риторики ненависти, ряд финских медиа-концернов (MTV и Helsingin Sanomat) в сентябре 2015 года сообщили о решении ограничивать дискуссии на своих сайтах.

## Структура населения Финляндии (2009)[20]

### По наличию иностранного гражданства
- Эстония — 51 450
- Россия — 29 200
- Ирак — 11 700
- Китай — 8 700
- Швеция — 8 600
- Таиланд — 7 500
- Сомали — 6 700

Всего обладателей иностранного гражданства: 249 500 (4,5 % населения)

## По родному языку
- Русский 77 200
- Эстонский 49 590
- Арабский 26 500
- Сомали 20 000
- Английский 19 600
- Курдский 13 300
- Китайский 11 800

Всего носителей других языков (кроме финского и шведского): 373 300 (6,8 % населения)

## Рождённые за границей
- Бывший СССР 56 700
- Эстония 46 000
- Швеция 32 400
- Ирак 16 300
- Россия 14 200
- Сомали 11 400
- Китай 10 900
- Таиланд 10 500

Всего родившихся за пределами Финляндии: 372 800 (6,8 % населения)

## Статистика
Число иммигрировавших в Финляндию в 2012 году составило 31 280 человек, что на 1800 человек больше, чем в 2011 году, и больше, чем когда-либо в истории независимой Финляндии. Вместе с тем, количество эмигрировавших из страны в 2012 году также выросло и составило 13 850 человек. Чистый прирост иммиграции в 2012 году составил 17 430 человек, что на 610 человек больше, чем годом ранее. Также в 2012 году отмечался рост трудовой иммиграции в Финляндию из кризисных стран Европы — Испании (900 чел.), Италии (600 чел.) и Греции (300 чел.). Ожидается, что в ближайшие годы будет расти число переехавших из Португалии. По опросу, проведённому в 2013 году Helsingin Sanomat, 52 % финнов считают, что приезд иммигрантов в страну нужно ограничивать (в 2011 году таковых было 46 %).